# مرغداری علی خدیو
مرغداری علی خدیو یک منطقهٔ مسکونی در ایران است که در دهستان نرجه واقع شده‌است.